# Madżra Faukani
Madżra Faukani – wieś w Syrii, w muhafazie Aleppo, w dystrykcie Manbidż. W 2004 roku liczyła 292 mieszkańców.